# Coppa del Mondo di salto con gli sci 2014
La Coppa del Mondo di salto con gli sci 2014, trentacinquesima edizione della manifestazione organizzata dalla Federazione Internazionale Sci, fu la terza a prevedere un circuito di gare femminili. Nel corso della stagione si tennero i XXII Giochi olimpici invernali di Soči 2014 a febbraio, mentre a marzo a Harrachov si svolsero i Mondiali di volo; entrambe le competizioni non furono valide ai fini della Coppa del Mondo, il cui calendario dunque contempò interruzioni nei mesi di febbraio e marzo e non incluse il Torneo a squadre.
La stagione maschile iniziò il 23 novembre 2013 a Klingenthal, in Germania, e si concluse il 23 marzo 2014 a Planica, in Slovenia. Furono disputate tutte le 28 gare individuali e le 4 a squadre previste, in 20 differenti località: 1 su trampolino normale, 25 su trampolino lungo, 2 su trampolino per il volo. Il polacco Kamil Stoch si aggiudicò la coppa di cristallo, il trofeo assegnato al vincitore della classifica generale; l'austriaco Thomas Diethart vinse il Torneo dei quattro trampolini, lo sloveno Peter Prevc la Coppa di volo. Gregor Schlierenzauer era il detentore uscente sia della Coppa generale, sia del Torneo.
La stagione femminile iniziò il 7 dicembre 2013 a Lillehammer, in Norvegia, e si concluse il 16 marzo 2014 a Falun, in Svezia. Furono disputate 19 delle 20 gare individuali previste, in 11 differenti località: 16 su trampolino normale, 3 su trampolino lungo. La giapponese Sara Takanashi, detentrice uscente della Coppa generale, si aggiudicò nuovamente la coppa di cristallo.
In calendario fu inserita anche una gara a squadre mista, il 6 dicembre a Lillehammer.

## Uomini

### Risultati
| Data                          | Località               | Nazione   | Trampolino                 | Spec. | Primo                                                                      | Secondo                                                                | Terzo                                                                          |
| ----------------------------- | ---------------------- | --------- | -------------------------- | ----- | -------------------------------------------------------------------------- | ---------------------------------------------------------------------- | ------------------------------------------------------------------------------ |
| 23 novembre 2013              | Klingenthal            | Germania  | Vogtland Arena HS140       | TL    | Slovenia Jurij Tepeš Robert Kranjec Jaka Hvala Peter Prevc                 | Germania Andreas Wank Karl Geiger Andreas Wellinger Severin Freund     | Giappone Daiki Itō Reruhi Shimizu Noriaki Kasai Taku Takeuchi                  |
| 24 novembre 2013              | Klingenthal            | Germania  | Vogtland Arena HS140       | LH    | Krzysztof Biegun                                                           | Andreas Wellinger                                                      | Jurij Tepeš                                                                    |
| 29 novembre 2013              | Kuusamo                | Finlandia | Rukatunturi HS142          | LH    | Gregor Schlierenzauer                                                      | Marinus Kraus                                                          | Thomas Morgenstern                                                             |
| 7 dicembre 2013               | Lillehammer            | Norvegia  | Lysgårdsbakken HS100       | NH    | Gregor Schlierenzauer                                                      | Taku Takeuchi                                                          | Richard Freitag                                                                |
| 8 dicembre 2013               | Lillehammer            | Norvegia  | Lysgårdsbakken HS138       | LH    | Severin Freund                                                             | Anders Bardal                                                          | Daiki Itō                                                                      |
| 14 dicembre 2013              | Titisee-Neustadt       | Germania  | Hochfirst HS142            | LH    | Thomas Morgenstern                                                         | Kamil Stoch                                                            | Simon Ammann                                                                   |
| 15 dicembre 2013              | Titisee-Neustadt       | Germania  | Hochfirst HS142            | LH    | Kamil Stoch                                                                | Simon Ammann                                                           | Noriaki Kasai                                                                  |
| 21 dicembre 2013              | Engelberg              | Svizzera  | Gross-Titlis-Schanze HS137 | LH    | Jan Ziobro                                                                 | Kamil Stoch                                                            | Anders Bardal                                                                  |
| 22 dicembre 2013              | Engelberg              | Svizzera  | Gross-Titlis-Schanze HS137 | LH    | Kamil Stoch                                                                | Andreas Wellinger                                                      | Jan Ziobro                                                                     |
| Torneo dei quattro trampolini |                        |           |                            |       |                                                                            |                                                                        |                                                                                |
| 29 dicembre 2013              | Oberstdorf             | Germania  | Schattenberg HS137         | LH    | Simon Ammann                                                               | Anders Bardal                                                          | Thomas Diethart Peter Prevc                                                    |
| 1º gennaio 2014               | Garmisch-Partenkirchen | Germania  | Große Olympiaschanze HS140 | LH    | Thomas Diethart                                                            | Thomas Morgenstern                                                     | Simon Ammann                                                                   |
| 4 gennaio 2014                | Innsbruck              | Austria   | Bergisel HS130             | LH    | Anssi Koivuranta                                                           | Simon Ammann                                                           | Kamil Stoch                                                                    |
| 6 gennaio 2014                | Bischofshofen          | Austria   | Paul Ausserleitner HS140   | LH    | Thomas Diethart                                                            | Peter Prevc                                                            | Thomas Morgenstern                                                             |
| 11 gennaio 2014               | Tauplitz               | Austria   | Kulm HS200                 | FH    | Noriaki Kasai                                                              | Peter Prevc                                                            | Gregor Schlierenzauer                                                          |
| 12 gennaio 2014               | Tauplitz               | Austria   | Kulm HS200                 | FH    | Peter Prevc                                                                | Gregor Schlierenzauer                                                  | Noriaki Kasai                                                                  |
| 16 gennaio 2014               | Wisła                  | Polonia   | Malinka HS134              | LH    | Andreas Wellinger                                                          | Kamil Stoch                                                            | Michael Hayböck                                                                |
| 18 gennaio 2014               | Zakopane               | Polonia   | Wielka Krokiew HS134       | TL    | Slovenia Jurij Tepeš Robert Kranjec Jernej Damjan Peter Prevc              | Germania Andreas Wank Richard Freitag Andreas Wellinger Severin Freund | Austria Michael Hayböck Manuel Poppinger Thomas Diethart Gregor Schlierenzauer |
| 19 gennaio 2014               | Zakopane               | Polonia   | Wielka Krokiew HS134       | LH    | Anders Bardal                                                              | Peter Prevc                                                            | Richard Freitag                                                                |
| 25 gennaio 2014               | Sapporo                | Giappone  | Ōkurayama HS134            | LH    | Peter Prevc                                                                | Jernej Damjan                                                          | Noriaki Kasai                                                                  |
| 26 gennaio 2014               | Sapporo                | Giappone  | Ōkurayama HS134            | LH    | Jernej Damjan                                                              | Peter Prevc                                                            | Robert Kranjec                                                                 |
| 1º febbraio 2014              | Willingen              | Germania  | Mühlenkopf HS145           | LH    | Kamil Stoch                                                                | Severin Freund                                                         | Jernej Damjan                                                                  |
| 2 febbraio 2014               | Willingen              | Germania  | Mühlenkopf HS145           | LH    | Kamil Stoch                                                                | Severin Freund                                                         | Peter Prevc                                                                    |
| 26 febbraio 2014              | Falun                  | Svezia    | Lugnet HS134               | LH    | Severin Freund                                                             | Peter Prevc                                                            | Noriaki Kasai                                                                  |
| 28 febbraio 2014              | Lahti                  | Finlandia | Salpausselkä HS130         | LH    | Severin Freund                                                             | Stefan Kraft                                                           | Kamil Stoch                                                                    |
| 1º marzo 2014                 | Lahti                  | Finlandia | Salpausselkä HS130         | TL    | Austria Thomas Diethart Stefan Kraft Michael Hayböck Gregor Schlierenzauer | Germania Andreas Wank Marinus Kraus Andreas Wellinger Severin Freund   | Norvegia Anders Fannemel Andreas Stjernen Rune Velta Anders Bardal             |
| 2 marzo 2014                  | Lahti                  | Finlandia | Salpausselkä HS130         | LH    | Kamil Stoch                                                                | Severin Freund                                                         | Gregor Schlierenzauer                                                          |
| 4 marzo 2014                  | Kuopio                 | Finlandia | Puijo HS127                | LH    | Kamil Stoch                                                                | Severin Freund                                                         | Anders Bardal                                                                  |
| 7 marzo 2014                  | Trondheim              | Norvegia  | Granåsen HS140             | LH    | Anders Bardal                                                              | Andreas Kofler                                                         | Noriaki Kasai                                                                  |
| 9 marzo 2014                  | Oslo                   | Norvegia  | Holmenkollen HS134         | LH    | Severin Freund                                                             | Anders Bardal                                                          | Kamil Stoch                                                                    |
| 21 marzo 2014                 | Planica                | Slovenia  | Bloudkova velikanka HS139  | LH    | Severin Freund                                                             | Anders Bardal                                                          | Peter Prevc                                                                    |
| 22 marzo 2014                 | Planica                | Slovenia  | Bloudkova velikanka HS139  | TL LH | Austria Stefan Kraft Andreas Kofler Thomas Diethart Gregor Schlierenzauer  | Polonia Maciej Kot Piotr Żyła Klemens Murańka Kamil Stoch              | Norvegia Andreas Stjernen Tom Hilde Anders Fannemel Anders Bardal              |
| 23 marzo 2014                 | Planica                | Slovenia  | Bloudkova velikanka HS139  | LH    | Peter Prevc                                                                | Severin Freund                                                         | Anders Bardal                                                                  |

Legenda:

LH = trampolino lungo

FH = volo con gli sci

TL = gara a squadre

### Classifiche

#### Generale

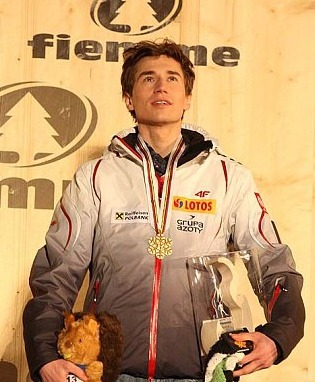
Kamil Stoch nel 2013

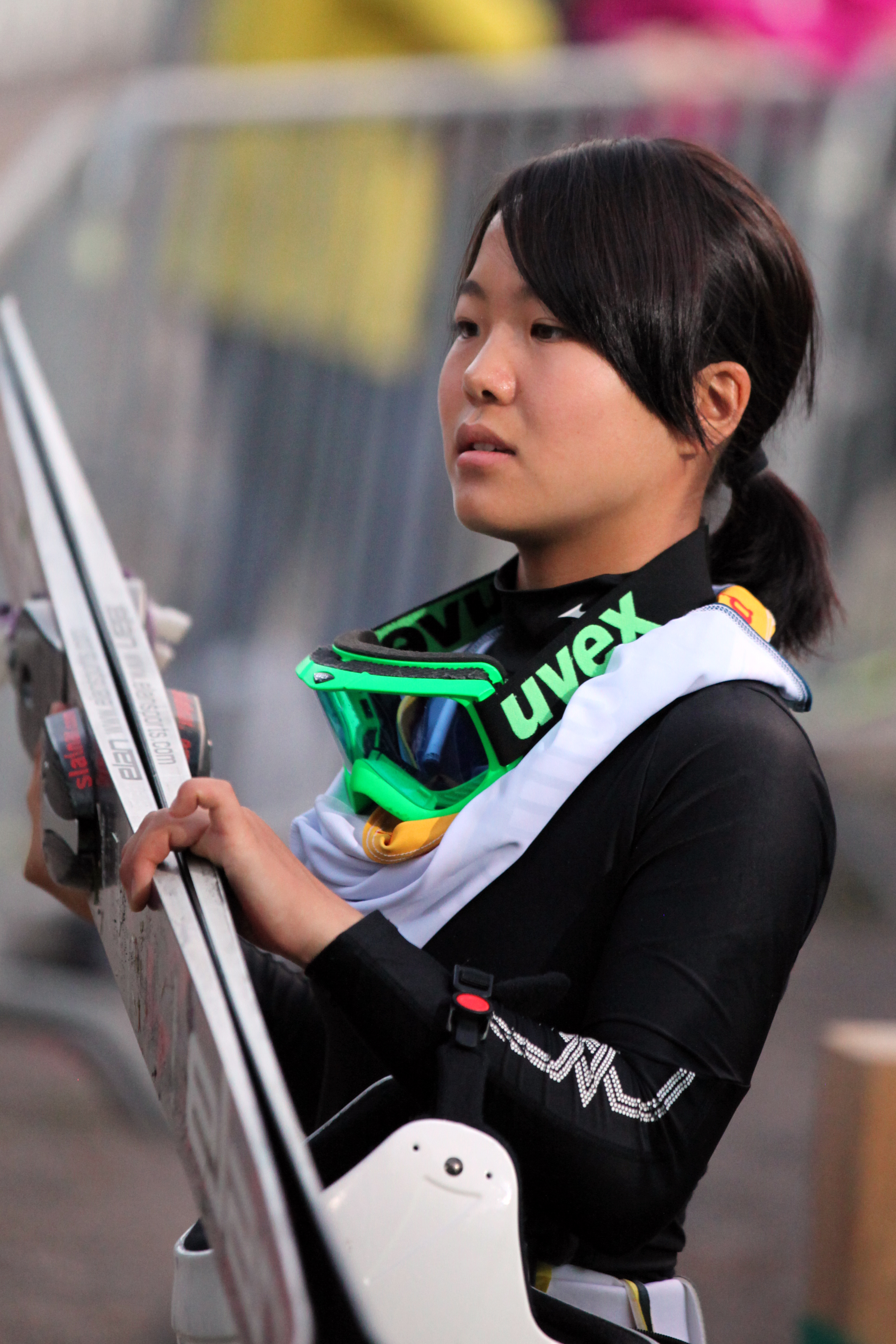
Sara Takanashi nel 2012

| Pos. | Nome                  | Nazione  | Punti |
| ---- | --------------------- | -------- | ----- |
| 1    | Kamil Stoch           | Polonia  | 1420  |
| 2    | Peter Prevc           | Slovenia | 1312  |
| 3    | Severin Freund        | Germania | 1303  |
| 4    | Anders Bardal         | Norvegia | 1071  |
| 5    | Noriaki Kasai         | Giappone | 1062  |
| 6    | Gregor Schlierenzauer | Austria  | 943   |
| 7    | Simon Ammann          | Svizzera | 733   |
| 8    | Thomas Diethart       | Austria  | 666   |
| 9    | Andreas Wellinger     | Germania | 601   |
| 10   | Stefan Kraft          | Austria  | 539   |

#### Torneo dei quattro trampolini
| Pos. | Nome               | Nazione  | Punti  |
| ---- | ------------------ | -------- | ------ |
| 1    | Thomas Diethart    | Austria  | 1012,6 |
| 2    | Thomas Morgenstern | Austria  | 994,3  |
| 3    | Simon Ammann       | Svizzera | 992,4  |
| 4    | Peter Prevc        | Slovenia | 971,3  |
| 5    | Noriaki Kasai      | Giappone | 962,1  |

#### Volo
| Pos. | Nome                  | Nazione  | Punti |
| ---- | --------------------- | -------- | ----- |
| 1    | Peter Prevc           | Slovenia | 180   |
| 2    | Noriaki Kasai         | Giappone | 160   |
| 3    | Gregor Schlierenzauer | Austria  | 140   |
| 4    | Simon Ammann          | Svizzera | 74    |
| 5    | Severin Freund        | Germania | 72    |
| 5    | Jurij Tepeš           | Slovenia | 72    |

#### Nazioni
| Pos. | Nazione   | Punti |
| ---- | --------- | ----- |
| 1    | Austria   | 5407  |
| 2    | Germania  | 4735  |
| 3    | Slovenia  | 4402  |
| 4    | Polonia   | 3790  |
| 5    | Norvegia  | 3162  |
| 6    | Giappone  | 2685  |
| 7    | Rep. Ceca | 1337  |
| 8    | Finlandia | 1090  |
| 9    | Svizzera  | 957   |
| 10   | Russia    | 254   |

## Donne

### Risultati
| Data             | Località     | Nazione  | Trampolino                | Spec. | Prima            | Seconda                        | Terza            |
| ---------------- | ------------ | -------- | ------------------------- | ----- | ---------------- | ------------------------------ | ---------------- |
| 7 dicembre 2013  | Lillehammer  | Norvegia | Lysgårdsbakken HS100      | NH    | Sara Takanashi   | Gianina Ernst Daniela Iraschko |                  |
| 21 dicembre 2013 | Hinterzarten | Germania | Adlerschanze HS108        | NH    | Sara Takanashi   | Daniela Iraschko               | Irina Avvakumova |
| 22 dicembre 2013 | Hinterzarten | Germania | Adlerschanze HS108        | NH    | Sara Takanashi   | Irina Avvakumova               | Carina Vogt      |
| 3 gennaio 2014   | Čajkovskij   | Russia   | Snežinka HS106            | NH    | Sara Takanashi   | Carina Vogt                    | Irina Avvakumova |
| 4 gennaio 2014   | Čajkovskij   | Russia   | Snežinka HS106            | NH    | Irina Avvakumova | Carina Vogt                    | Sara Takanashi   |
| 11 gennaio 2014  | Sapporo      | Giappone | Miyanomori HS100          | NH    | Sara Takanashi   | Carina Vogt                    | Irina Avvakumova |
| 12 gennaio 2014  | Sapporo      | Giappone | Miyanomori HS100          | NH    | Sara Takanashi   | Coline Mattel                  | Irina Avvakumova |
| 18 gennaio 2014  | Zaō          | Giappone | Yamagata HS100            | NH    | Sara Takanashi   | Yūki Itō                       | Carina Vogt      |
| 19 gennaio 2014  | Zaō          | Giappone | Yamagata HS100            | NH    | Sara Takanashi   | Carina Vogt                    | Bigna Windmüller |
| 25 gennaio 2014  | Planica      | Slovenia | Bloudkova velikanka HS104 | NH    | Daniela Iraschko | Sara Takanashi                 | Carina Vogt      |
| 26 gennaio 2014  | Planica      | Slovenia | Bloudkova velikanka HS104 | NH    | Daniela Iraschko | Sara Takanashi                 | Carina Vogt      |
| 1º febbraio 2014 | Hinzenbach   | Austria  | Aigner HS85               | NH    | Sara Takanashi   | Daniela Iraschko               | Maja Vtič        |
| 2 febbraio 2014  | Hinzenbach   | Austria  | Aigner HS85               | NH    | Sara Takanashi   | Daniela Iraschko               | Julia Kykkänen   |
| 1º marzo 2014    | Râșnov       | Romania  | Valea Cărbunării HS100    | NH    | Sara Takanashi   | Maren Lundby                   | Yūki Itō         |
| 2 marzo 2014     | Râșnov       | Romania  | Valea Cărbunării HS100    | NH    | Sara Takanashi   | Jessica Jerome                 | Evelyn Insam     |
| 8 marzo 2014     | Oslo         | Norvegia | Holmenkollen HS134        | LH    | Sara Takanashi   | Katja Požun                    | Yūki Itō         |
| 15 marzo 2014    | Falun        | Svezia   | Lugnet HS100              | NH    | Sara Takanashi   | Yūki Itō                       | Julia Kykkänen   |
| 16 marzo 2014    | Falun        | Svezia   | Lugnet HS100              | NH    | annullata        | annullata                      | annullata        |
| 22 marzo 2014    | Planica      | Slovenia | Bloudkova velikanka HS139 | LH    | Sara Takanashi   | Yūki Itō                       | Julia Clair      |

Legenda:

NH = trampolino normale

LH = trampolino lungo

### Classifiche

#### Generale
| Pos. | Nome             | Nazione     | Punti |
| ---- | ---------------- | ----------- | ----- |
| 1    | Sara Takanashi   | Giappone    | 1720  |
| 2    | Carina Vogt      | Germania    | 806   |
| 3    | Yūki Itō         | Giappone    | 759   |
| 4    | Irina Avvakumova | Russia      | 731   |
| 5    | Daniela Iraschko | Austria     | 682   |
| 6    | Maja Vtič        | Slovenia    | 542   |
| 7    | Maren Lundby     | Norvegia    | 487   |
| 8    | Coline Mattel    | Francia     | 453   |
| 9    | Julia Kykkänen   | Finlandia   | 429   |
| 10   | Jessica Jerome   | Stati Uniti | 374   |

#### Nazioni
| Pos. | Nazione     | Punti |
| ---- | ----------- | ----- |
| 1    | Giappone    | 2981  |
| 2    | Germania    | 2364  |
| 3    | Slovenia    | 1933  |
| 4    | Norvegia    | 1464  |
| 5    | Austria     | 1031  |
| 6    | Francia     | 1005  |
| 7    | Russia      | 818   |
| 8    | Italia      | 546   |
| 9    | Stati Uniti | 542   |
| 10   | Finlandia   | 455   |

## Misto

### Risultati
| Data            | Località    | Nazione  | Trampolino           | Spec. | Primo                                                    | Secondo                                                                                      | Terzo                                                       |
| --------------- | ----------- | -------- | -------------------- | ----- | -------------------------------------------------------- | -------------------------------------------------------------------------------------------- | ----------------------------------------------------------- |
| 6 dicembre 2013 | Lillehammer | Norvegia | Lysgårdsbakken HS100 | MX    | Giappone Yūki Itō Daiki Itō Sara Takanashi Taku Takeuchi | Austria Jacqueline Seifriedsberger Thomas Morgenstern Daniela Iraschko Gregor Schlierenzauer | Norvegia Maren Lundby Rune Velta Anette Sagen Anders Bardal |

Legenda:

MX = gara a squadre mista